# Eugene Cernan
Eugene Andrew "Gene" Cernan, född 14 mars 1934 i Chicago, Illinois, död 16 januari 2017 i Houston i Texas, var en amerikansk astronaut uttagen i astronautgrupp 3 den 17 oktober 1963.
Cernan var i rymden tre gånger. Två av rymdfärderna gick mot månen. Under Apollo 10 testades månlandaren (utan att landa på månens yta) inför den första månlandningen med Apollo 11. Under Apollo 17 landade Cernan på månen och blev den elfte mannen på månen och var sist in i månlandaren efter den tredje och sista månpromenaden under Apollo 17. Cernan, John Young och Jim Lovell är de enda tre personer som har rest till månen två gånger. Av dessa är det bara Cernan och Young som gått på månen.

## Eftermäle
Orbital ATK:s rymdfarkost Cygnus CRS OA-8E var uppkallad efter honom.
Asteroiden 12790 Cernan är uppkallad efter honom.

## Rymdfärder
- Gemini 9A
- Apollo 10
- Apollo 17

## Rymdfärdsstatistik
| Färd      | Datum (UTC)          | Tid       | EVA      | LEVA     |
| --------- | -------------------- | --------- | -------- | -------- |
| Gemini 9A | 3 - 6 juni 1966      | 72:20:50  | 02:09:00 | 00:00:00 |
| Apollo 10 | 18 - 26 maj 1969     | 192:03:22 | 00:00:00 | 00:00:00 |
| Apollo 17 | 7 - 19 december 1972 | 301:51:58 | 00:00:00 | 22:05:00 |
| Totalt    | Totalt               | 566:15:10 | 02:09:00 | 22:05:00 |